# Digitaria sanguinalis
Digitaire sanguine
Espèce
Classification phylogénétique
Digitaria sanguinalis, la digitaire sanguine, est une espèce de plantes monocotylédones de la famille des Poaceae (Graminées), sous-famille des Panicoideae, originaire de l'Ancien Monde.
C'est une plante herbacée annuelle au port décombant ou prostré, aux chaumes pouvant atteindre de 10 à 30 cm de long. L'inflorescence est constituée de racèmes spiciformes groupés en un quasi-verticille à l'extrémité de la tige florale.
Comme toutes les Panicoideae, c'est une plante à photosynthèse en C4.
La plante est cultivée principalement comme plante fourragère. Elle a été cultivée autrefois pour ses graines en Europe de l'Est. C'est aussi une adventice en Europe occidentale, notamment dans les cultures de maïs en Belgique, mais aussi dans diverses régions du monde où la plante a été introduite.
Certaines populations ont été signalées comme résistantes à des herbicides en Australie.
Cette espèce est considérée comme envahissante dans certaines régions du monde, notamment aux États-Unis.

## Appellations

### Nomenclature

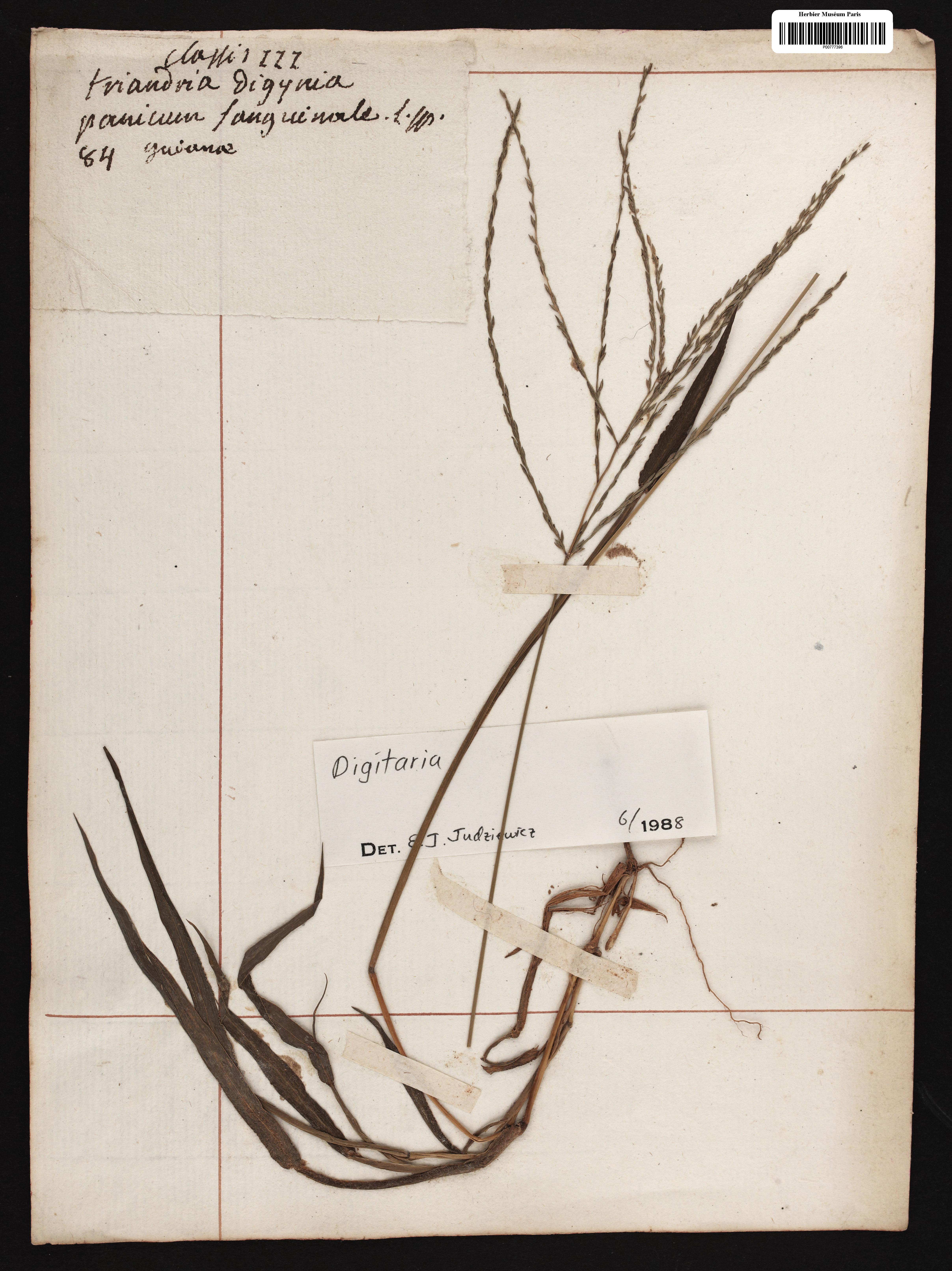
Panicum sanguinale de l'herbier de Jean-Jacques Rousseau

L’espèce a été décrite et nommée Panicum sanguinale par Linné en 1735 dans Species Plantarum 1: 57.
En 1771, le naturaliste autrichien Giovanni Antonio Scopoli, de culture italienne, transfère l’espèce dans le genre Digitaria (créé en 1768 par Albrecht von Haller, un naturaliste suisse).

### Étymologie
Le nom générique Digitaria  dérive du latin digitus « doigt », en référence à la forme de l'inflorescence rayonnant comme les doigts d'une main.
L'épithète spécifique, sanguinalis est d'origine latine (dérivée de sanguis, -inis, « sang ») et se réfère à la fréquente coloration pourpre-rougeâtre des parties aériennes de la plante (inflorescences, gaines foliaires notamment).

### Noms vernaculaires
Digitaire sanguine, manne terrestre, panic sanguin, sanguinelle, sanguinette, millet sanguin, manne rouge d'Europe.

## Liste des sous-espèces et variétés
Selon Tropicos (5 octobre 2016) (Attention liste brute contenant possiblement des synonymes) :
- Digitaria sanguinalis subsp. aegyptiaca (Willd.) Henrard
- Digitaria sanguinalis subsp. ciliaris (Retz.) Arcang.
- Digitaria sanguinalis subsp. pectiniformis Henrard
- Digitaria sanguinalis subsp. sabulosa (Tzvelev) Tzvelev
- Digitaria sanguinalis subsp. sanguinalis
- Digitaria sanguinalis subsp. vulgaris (Schrad.) Henrard
- Digitaria sanguinalis var. aegyptiaca (Willd.) Maire & Weiller
- Digitaria sanguinalis var. atricha (Asch. & Graebn.) Podp.
- Digitaria sanguinalis var. australis Griseb.
- Digitaria sanguinalis var. biverticillata A. Reyn.
- Digitaria sanguinalis var. ciliaris (Retz.) Parl.
- Digitaria sanguinalis var. debilis (Desf.) Prain
- Digitaria sanguinalis var. distachya (Asch. & Graebn.) Podp.
- Digitaria sanguinalis var. duplicata Tuyama
- Digitaria sanguinalis var. eriogona (Schrad.) Henrard
- Digitaria sanguinalis var. esculenta (Gaudin) Caldesi
- Digitaria sanguinalis var. evalvula (Honda) Honda
- Digitaria sanguinalis var. extensa (Hook. f.) Rendle
- Digitaria sanguinalis var. fimbriata (Link) Stapf ex Merr.
- Digitaria sanguinalis var. frumentacea Henrard
- Digitaria sanguinalis var. gigantea Schur
- Digitaria sanguinalis var. glabra (Hack.) Henrard
- Digitaria sanguinalis var. gracilis (Guss.) Henrard
- Digitaria sanguinalis var. horizontalis (Willd.) Rendle
- Digitaria sanguinalis var. interrupta Rendle
- Digitaria sanguinalis var. marginata (Link) Fernald
- Digitaria sanguinalis var. multinervis (Honda) Kitag.
- Digitaria sanguinalis var. parvispicula (Reyn.) Henrard
- Digitaria sanguinalis var. pruriens (Fisch. ex Trin.) Prain
- Digitaria sanguinalis var. pubescens (Hack. ex A. Reyn.) Henrard
- Digitaria sanguinalis var. repens (Asch. & Graebn.) Farw.
- Digitaria sanguinalis var. rhachiseta (Henrard) B. Boivin
- Digitaria sanguinalis var. rottleri (Hook. f.) Prain
- Digitaria sanguinalis var. rottleriana Henrard
- Digitaria sanguinalis var. sanguinalis
- Digitaria sanguinalis var. sativa Tausch ex Bercht.
- Digitaria sanguinalis var. timorensis (Kunth) Hayata

## Synonymes
Selon POWO, Digitaria sanguinalis possède 62 synonymes (appellations non valides) dont nous ne retenons que le basionyme :
- Panicum sanguinale L.

## Description
La digitaire sanguine est une plante annuelle, cespiteuse ou solitaire, velue sur les gaines foliaires et les feuilles, à racines fibreuses.
Le chaume (la tige) est ramifié, étalé, ascendant, souvent radicants aux nœuds inférieurs. Il fait de 20 à 60 cm de long. La ligule de 1-2 mm est tronquée.
Les feuilles sont à forte pilosité (poil moyen de 0,5 mm, utiliser une loupe) généralisée sur tous les organes et constante. La largeur des limbes est remarquable (presque 6 mm à la seconde feuille). Feuilles assez courtes, souvent ondulées, velue sur la gaine. Le limbe est linéaire de 3–12 c cm de long sur  0,1–0,5 cm. La gaine est verte à rouge violet.
L‘inflorescence est composée de 4 à 10 grappes spiciformes, digitées, de 6–12 cm de long.
Les épillets lancéolés, longs d’env. 3 mm, géminés sur 2 rangs, l’un brièvement, l’autre plus longuement pédicellé, ovales-oblongs, sont sur de courts pédicelles uniflores, glumes inférieures très petites, glumes supérieures aussi longues que l'épillet, recouvertes de poils fins, glumelles stériles aiguës.
Le fruit est un caryopse enfermé dans les 2 glumelles.
La semence glabre est  généralement constituée d'un épillet contenant une fleur fertile et une fleur stérile. La glume inférieure est très réduite ou manquante ; la glume supérieure inférieure à la moitié de la semence.
La floraison a lieu de juillet à octobre.
Les nervures scabres de la lemme inférieure, bien que nécessitant une bonne lentille pour être observées, sont le meilleur moyen de distinguer cette espèce de Digitaria ciliaris.

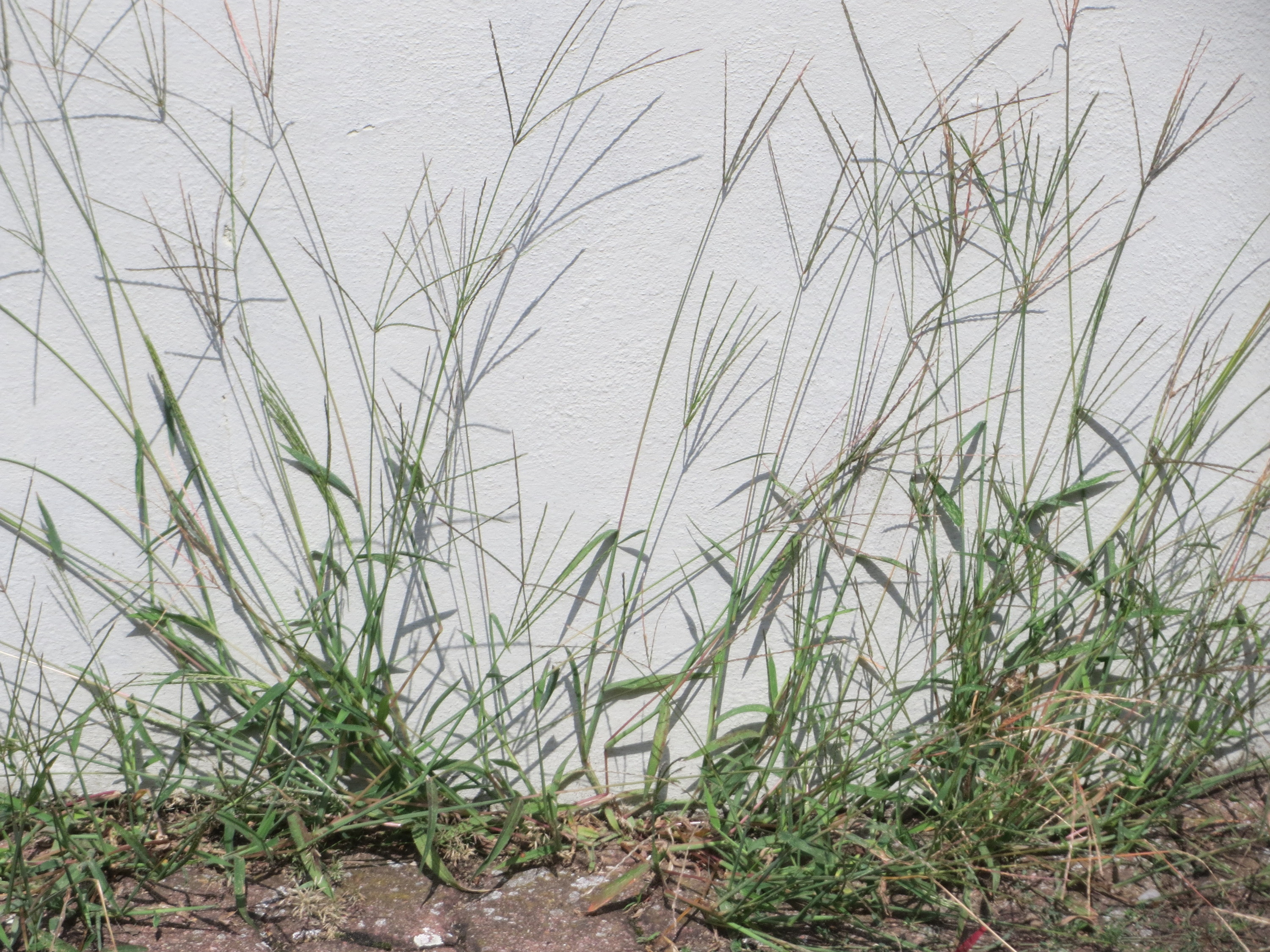
D. sanguinalis au pied d’un mur (Hockenheim)
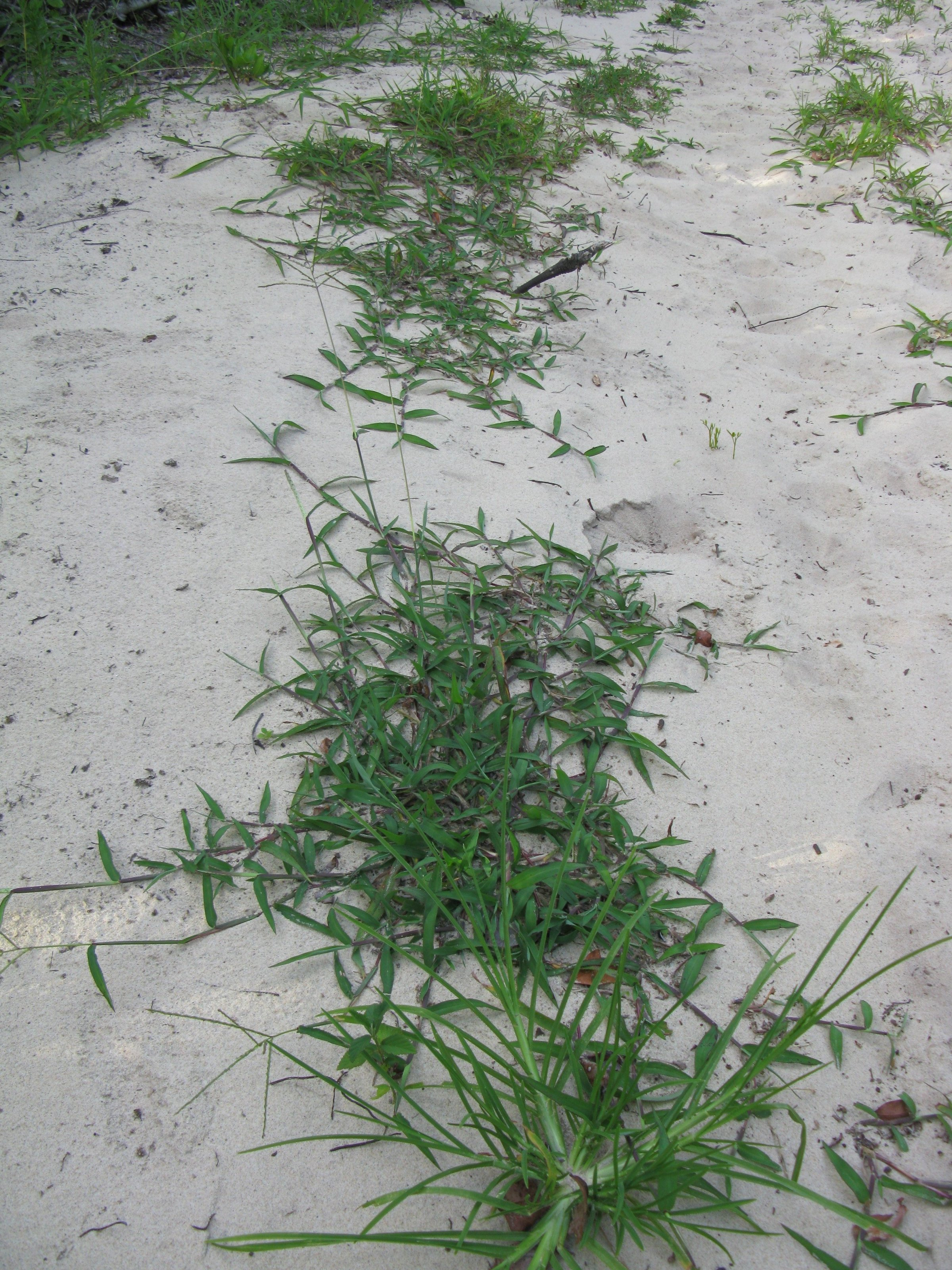
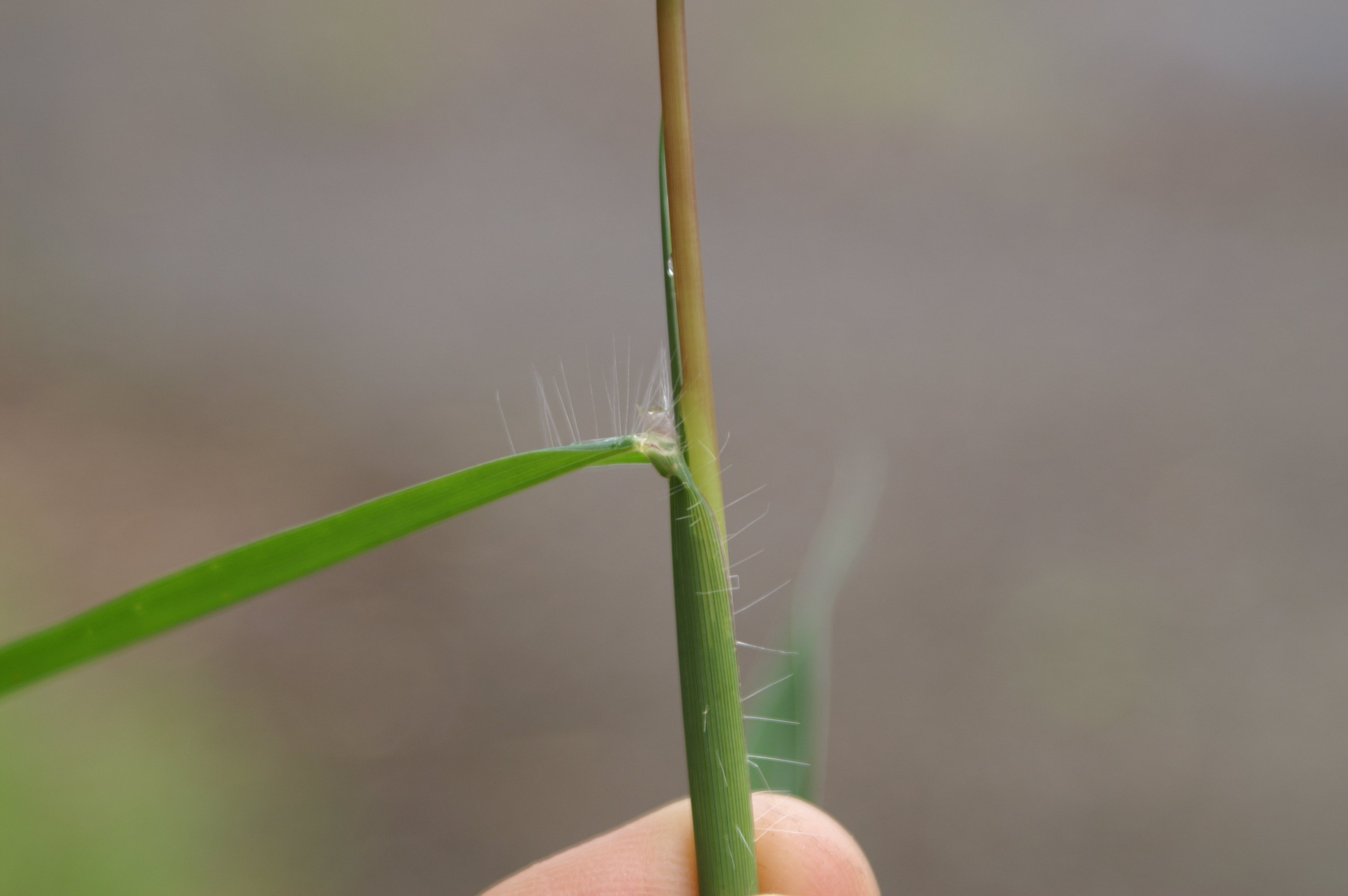
Feuille poilue à la base
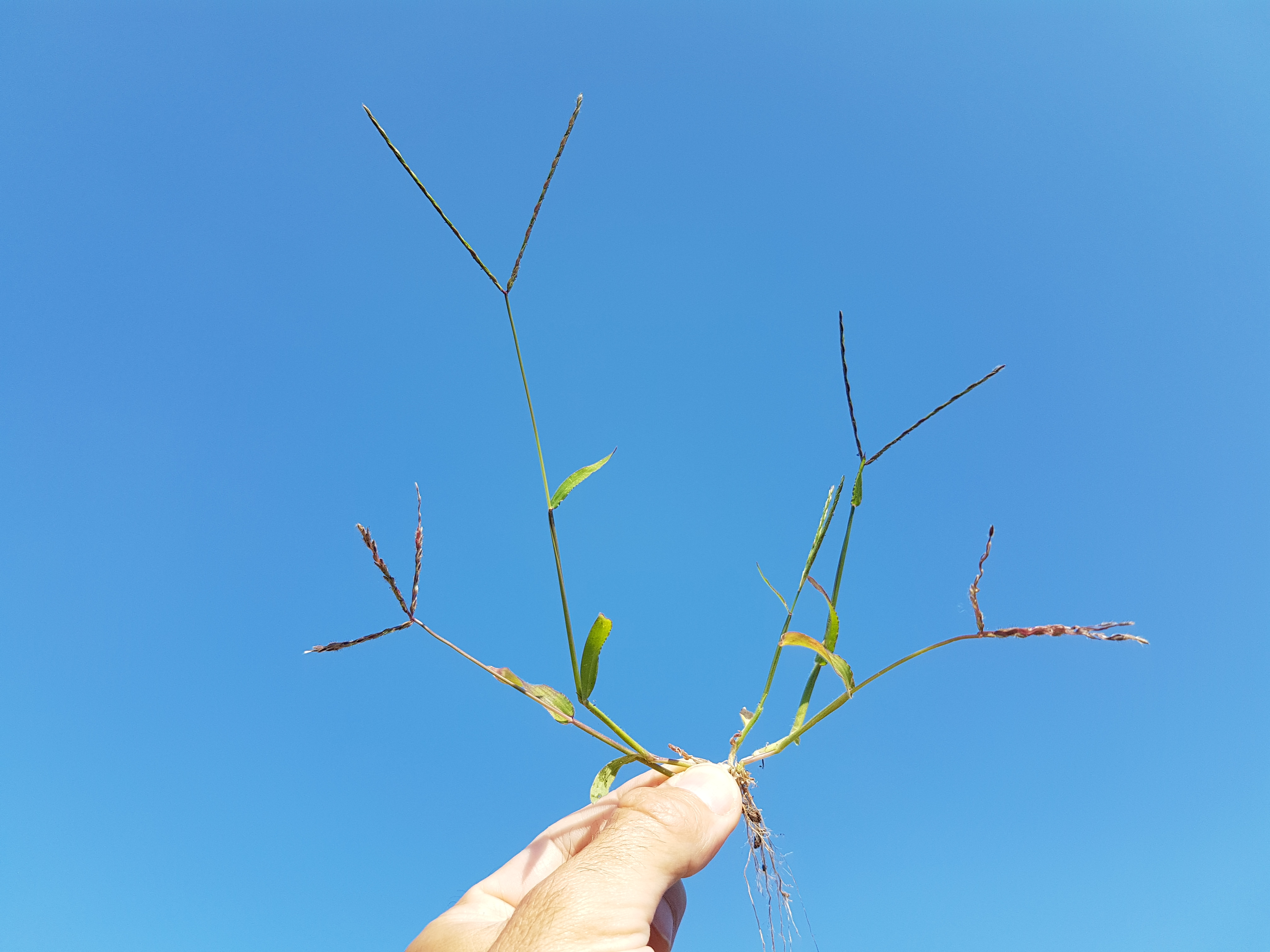
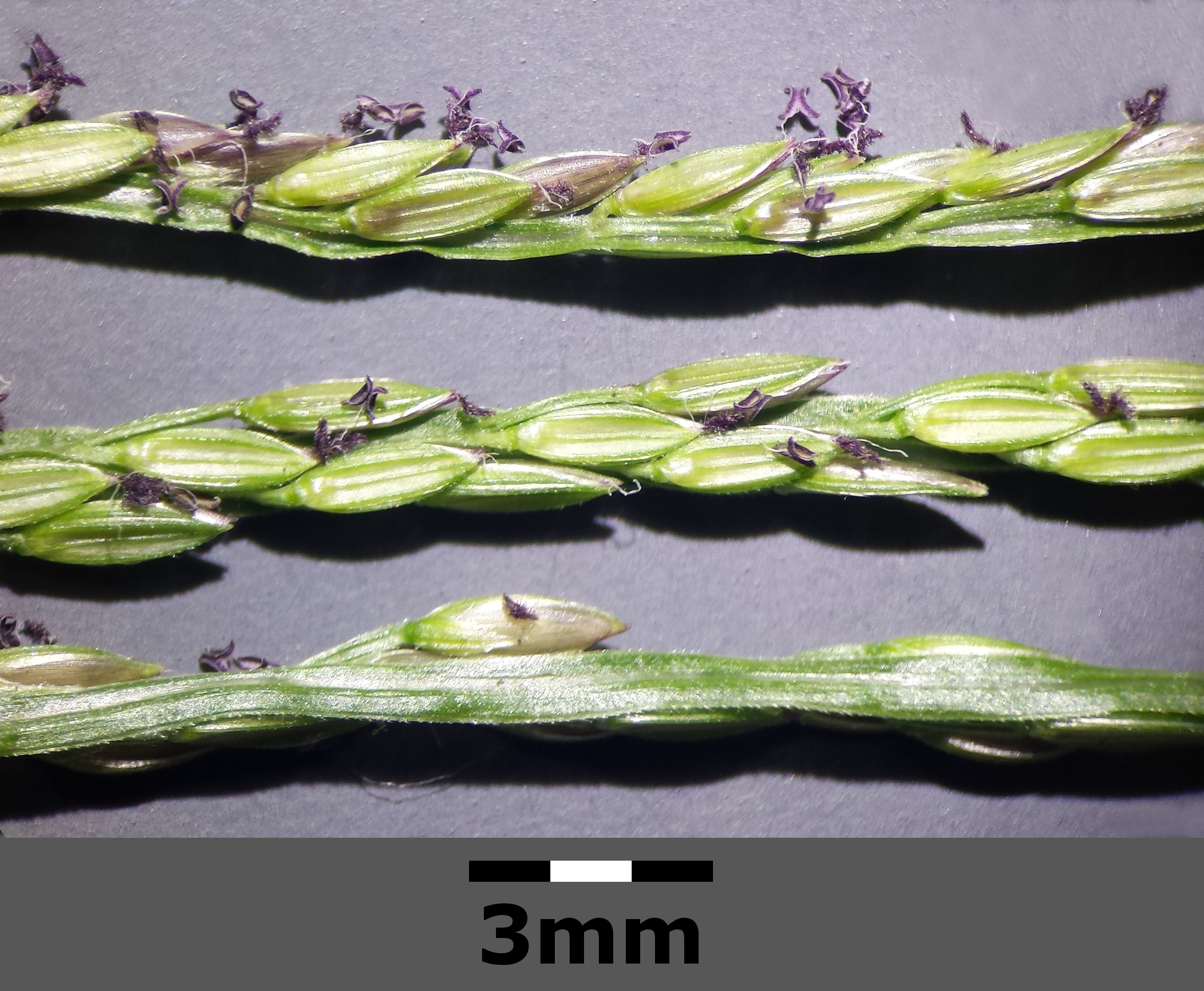
Épillets avec anthères apparentes
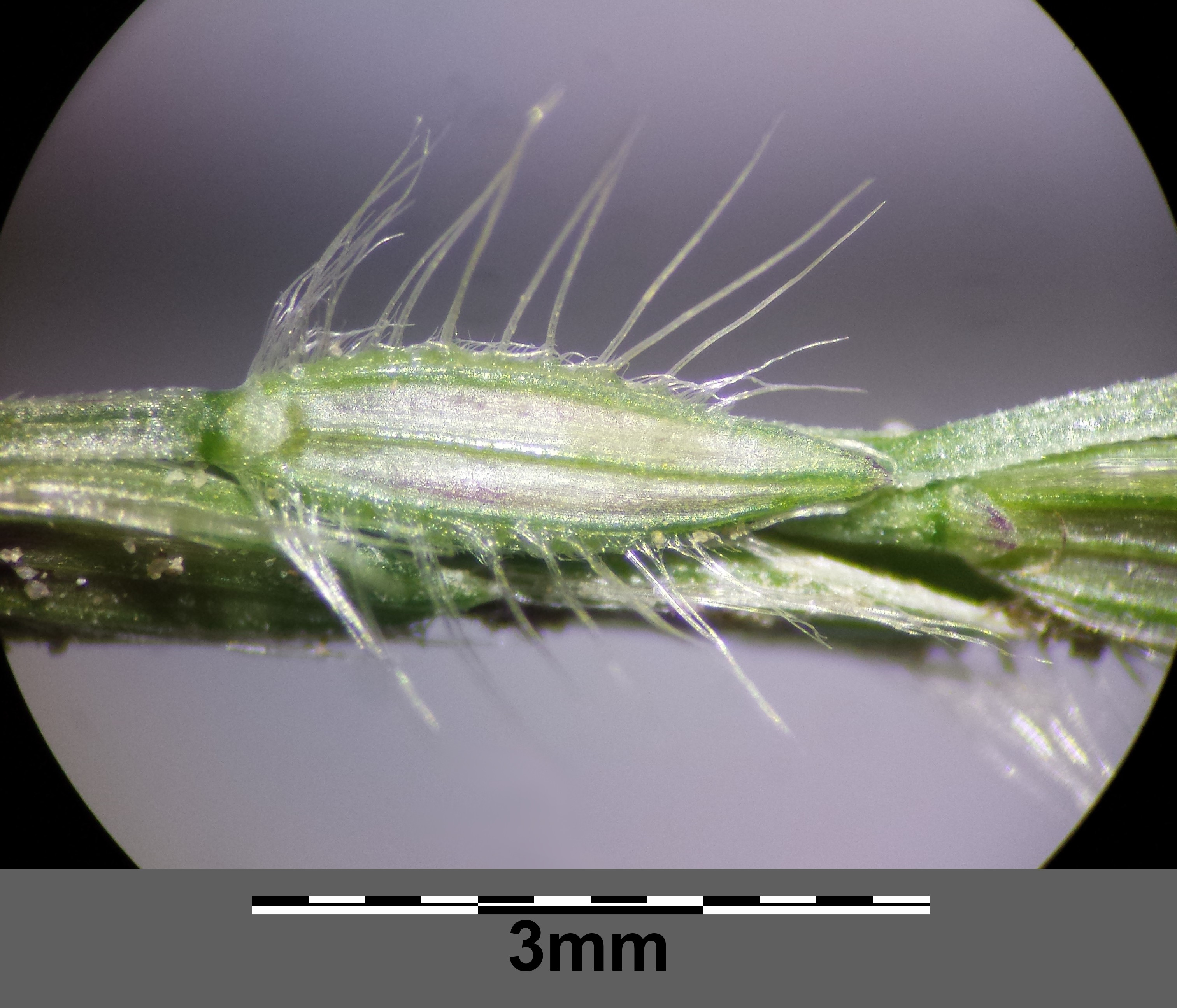
Épillets de la sous-espèce pectiniformis
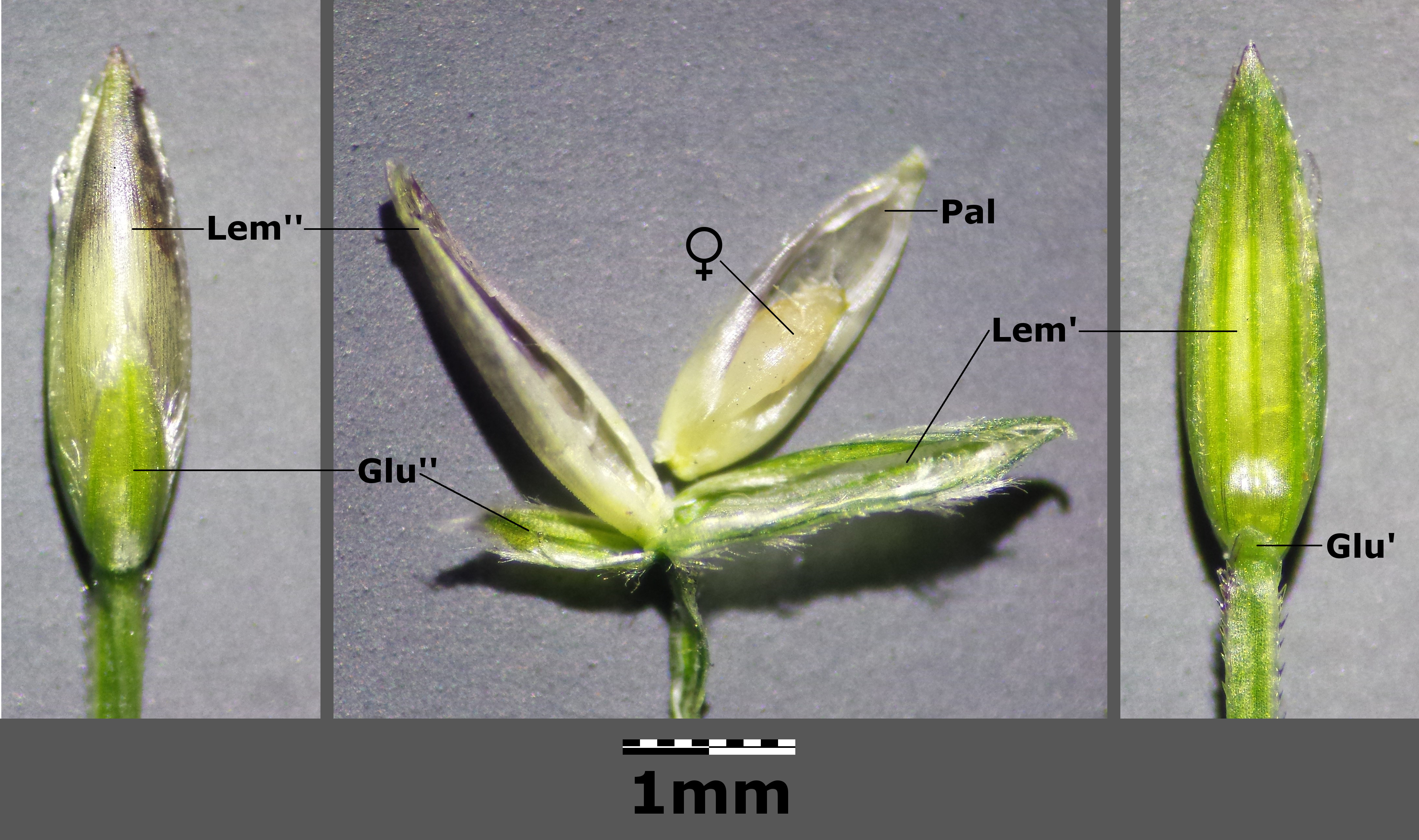

- Glu’=glume inf. ; Glu’’=glume sup. ; Lem=lemme, Pal=palea

## Habitat
La digitaire sanguine est courante dans les vignes, les champs et les potagers. En ville, on la trouve souvent dans les platebandes et les jardinières. Comme elle ne nécessite que peu de terre pour pousser, elle se rencontre sur les bords de trottoir au pied des murs ou entre les pavés.

## Distribution
Selon POWO, Digitaria sanguinalis est originaire de tous les pays riverains de la mer Méditerranée, de la mer Noire et de la mer Caspienne, et plus vers l’est, de pays d’Asie centrale, de l’Afghanistan, le Pakistan, de l’Inde, de la Chine, ainsi qu'au sud, l’Arabie, du Soudan.
Elle a été introduite en Europe du Nord, en Amérique du Nord, au Mexique et dans une partie de l’Amérique du Sud, ainsi que de l’Afrique du Sud, au Kenya. Elle a donc désormais une répartition cosmopolite et se rencontre dans toutes les régions tempérées et tempérées chaudes du monde.

## Utilisation
La plante est cultivée principalement comme plante fourragère.
Au Moyen-Âge, Digitaria sanguinalis était cultivée pour ses fruits comestibles.